# Foi chrétienne

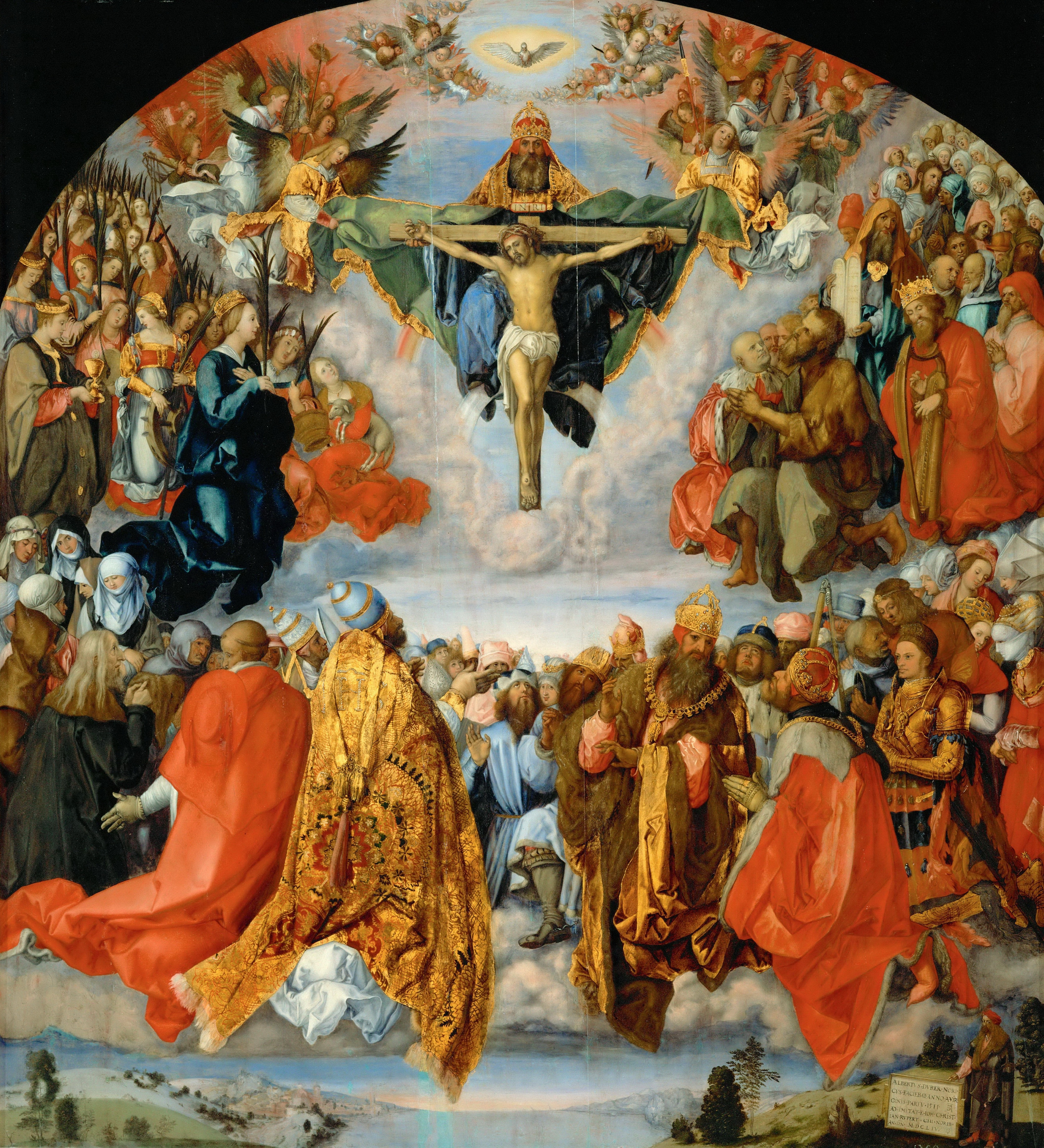
L'Adoration de la Sainte Trinité par Albrecht Dürer (1511).

La foi chrétienne (catholique, orthodoxe, protestante) est la croyance en la Trinité divine (Dieu unique en trois personnes : le Père, le Fils, le Saint-Esprit) et en la certitude de la rédemption des péchés apportée par la Passion et la Résurrection de Jésus. La foi est l’une des trois vertus théologales, avec l'espérance et la charité. Elle est exprimée de manière synthétique dans les différentes versions du credo (« je crois » en latin). Le credo originel a deux versions principales : le symbole de Nicée-Constantinople et le Symbole des apôtres.

## La foi dans la Bible

### Ancien Testament
La foi chrétienne se fonde sur la Bible. Le mot « foi », dans la Bible, est l'un des mots utilisés pour décrire l'attitude de l'homme devant Dieu. Il est traduit par le latin fides et le grec πίστις / pístis, qui ont le sens premier de « confiance », et ne sont donc pas des mots du vocabulaire religieux, ni du vocabulaire de la croyance. Ces mots sont eux-mêmes la traduction de termes hébreux qui dérivent de la même racine trilittère אמן, amn (la même que pour le mot amen), un radical qui évoque la solidité, la fermeté et la certitude de la foi d'Israël en Dieu : « Si vous ne croyez pas (ta'aminu) vous n'aurez pas la stabilité (te'amenu) » (Livre d'Isaïe 7, 9). La foi biblique est donc d'abord affaire de confiance en Dieu, avant de concerner une croyance ou un contenu dogmatique : « Abraham crut dans le Seigneur qui le lui compta comme justice » (Genèse 15, 6). Croire y est plus une question d'être ou de non être que celle de connaître ou bien d'ignorer (Isaïe 7, 9 et 28, 14-16). Pour parler de la foi, plutôt que des énoncés théoriques, la Bible s'appuie sur des récits : le modèle du croyant est Abraham. Un autre modèle est Job, qui conserve la foi malgré la souffrance injuste dont il est victime.
Pour caractériser la relation du croyant à son Dieu, la Bible n'utilise pas, dans sa traduction latine, le mot de religio, qui est habituellement employé dans le monde antique (et qui insiste sur l'observance des rites, l'obéissance aux commandements et le respect scrupuleux des coutumes). Elle marque de cette manière le caractère original de l'attitude croyante en Israël : le croyant n'est pas celui qui croit que Dieu existe, mais qui croit EN Dieu, formulation reprise à dessein dans les symboles de foi chrétiens et sur laquelle reviendra  Augustin. Cette foi se vérifie dans la vie quotidienne, par l'observance des commandements. Elle donne la certitude de la réalité de Dieu et de sa vérité

### Nouveau Testament
Dans les Évangiles, Jésus compare le croyant à un homme qui construit sa maison sur le roc et qui lui confère ainsi un caractère vraiment indestructible. Il donne à Simon, le premier disciple à reconnaître en lui le Messie et fils de Dieu, le surnom de « Pierre », allusion à la foi qui fait de lui un roc.
Selon De Simone[Qui ?], la foi joue un rôle central dans le Nouveau Testament. On y rencontre souvent l'expression " croire en le Christ (Marc 9, 42, Matthieu 18, 16, Actes 10, 43 et 19, 4). La foi est confiance et familiarité avec Jésus (Marc 9, 23-24). La conversion prêchée par Jésus est intimement liée à la foi (Marc 1, 15).Chez Jean, la foi intervient trente fois entre 2, 11 et 17, 20. C'est ainsi que " croire en lui" (Jean 3, 15,; 6, 29; 20, 31) c'est venir à lui (Jean 5, 40; 6, 35; 7, 37), l'accueillir (Jean 1, 12 et 5, 43) et l'aimer (Jean 8, 42; 14, 15 et 16, 27).
Toujours selon De Simone[Qui ?], Paul associe la foi à l'histoire du salut. Il s'oppose aux conceptions juives de la justification par les œuvres de la loi dont il souligne l'impuissance à cause de l'esclavage du péché (Romains 7, 7 et 8, 1-4). Dans les Epitres, Abraham est le modèle du croyant (Romains 4;Galates 3,; Hébreux 11; Jacques 2), en sorte que ceux qui ont la foi sont par là même fils d'Abraham (Romains 4, 16 et Galates 3, 7) et reçoivent la bénédiction qu'en union avec ce croyant (Galates 3, 9) dans la foi duquel ils cheminent (Romains 4, 12) en tant qu'ils croient en celui qui a ressuscité des morts Jésus (Romains 4, 24), auteur et accomplissement de la foi (Hébreux 12, 2).
Le Nouveau Testament propose un modèle de croyant : Jésus, dont Paul dit dans la Lettre aux Galates que, par sa foi, il est l'auteur de notre salut. Le geste dans lequel Jésus manifeste ce qu'est la foi est l'offrande qu'il fait de sa propre vie, dans un acte de confiance totale en Dieu. La foi est ainsi, pour les Écritures chrétiennes, le lieu du salut de l'humanité. 
La foi n'est pas innée selon Paul, « elle vient de ce que l'on entend et on entend par une parole du Christ ».
L'épitre de Jacques précise que « la foi sans œuvres est morte ».
Un autre modèle de croyante est Marie, mère de Jésus, qui a cru, la première, en la réalisation de la promesse qui lui était faite par l'ange Gabriel.

## La foi selon les Pères

### Pères apostoliques
La Didachè (vers 100) enseigne que la persévérance dans la foi conduit au salut (16, 5) Par ailleurs il loue les chrétiens de Corinthe pour leur foi excellente et solide, et pour leur profonde compréhension des mystères de la foi chrétienne. Pour Ignace d'Antioche (35-110), la foi est le commencement et la charité la fin de la vie chrétienne (Ephésiens 14, 1). Pour Polycarpe de Smyrne (70-167) la foi est notre mère à tous, ses fruits sont le salut et la résurrection des morts, et elle consiste à croire en celui qui a ressuscité Jésus de la mort. La Lettre de Barnabé (fin du premier siècle, début du second siècle) considère que espérer en Dieu, en Jésus et en la croix signifie la même chose que croire en Dieu. Le Pasteur d'Hermas (second siècle) tend à privilégier la foi-confiance en Dieu, relativement à la foi-connaissance du contenu de la révélation. Enfin, selon Clément d'Alexandrie (150-215), la sanctification vient de la foi don gratuit de Dieu qui implique les œuvres à titre de conséquence (Corinthiens 32 et 33). 

### Pères de l'Église
Justin de Naplouse (vers 100-65)enseigne que la foi, c'est croire que Jésus Crucifié est le Christ (Messie) de Dieu (Dialogue avec Tryphon 46, 1), les chrétiens étant les descendants d'Abraham qui fut béni en raison de sa foi (Ibid 11, 5). Selon Irénée de Lyon (vers 130-203) il n'y a qu'une seule et même foi, prêchée par les apôtres, qui se perpétue dans l'Eglise grâce à la succession ininterrompue des évêques (Adver. haer. III, 3, 1-3), et, toujours selon lui, l'assentiment de l'intelligence à la foi est libre (Ibi; IV, 37, 5). Pour Clément d'Alexandrie (150-215) le Logos est le fondement de la foi, laquelle est un assentiment rationnel de l'âme librement accordé dans le cadre de la grâce. Quant à Origène (185-253)il voit dans l'Ecriture Sainte la source de la foi qui est comme un mariage spirituel entre l'âme croyante et le Logos-Ecriture (Homélie sur la Genèse 10, 5). D'une manière générale les Pères orientaux pensent qu'il y a d'abord une connaissance naturelle de Dieu qui vient de la création, puis vient le don divin de la foi, et enfin la connaissance du contenu de la foi. En outre, en occident, il y a selon Augustin d'Hippone (354-430), une certaine connaissance du fait de la révélation, puis il y a l'assentiment de la foi sous l'influence de la grâce, et enfin la réflexion sur le contenu de la foi, réflexion qui conduit à une compréhension plus profonde.

## Fondements de la foi chrétienne
Le point commun des différentes confessions chrétiennes est la reconnaissance que Jésus est le fils de Dieu, qu'il est ressuscité, et que par sa Résurrection il scelle la victoire de la vie sur la mort. 
Selon le Catéchisme de l'Eglise catholique, la foi est une vertu théologale, grâce divine, infusée par Dieu dans l'âme, par laquelle on croit en Dieu et à tout ce qu'il a dit et révélé, et que l'Église propose de croire, parce que Dieu est la vérité. Selon le catholicisme, le « dépôt de la foi » englobe les Écritures et la Tradition. 
Le protestantisme, s'il a en commun avec les catholiques la foi professée par les conciles de Nicée et de Constantinople, se fie aux Écritures (sola scriptura). 

### Rapports entre la foi et la grâce
Les relations entre foi et  grâce ont été beaucoup discutées dans les débats théologiques. En elle-même, la foi est comprise comme étant une grâce, c'est-à-dire une faveur divine. 
Parmi les théologiens qui ont débattu de la grâce et ses rapports avec la foi, on peut citer Pélage,Augustin d'Hippone, Jean Cassien, Martin Luther et Jean Calvin.
Dans l'Épître aux Éphésiens, l'apôtre Paul de Tarse considère la foi comme « le moyen » permettant d'obtenir la grâce divine : « Car c’est par la grâce que vous êtes sauvés, par le moyen de la foi. Et cela ne vient pas de vous, c’est le don de Dieu ».

### Catholicisme
Dans le catholicisme, la foi relève de la grâce divine et des sacrements. Elle mûrit depuis la réception du baptême et de la grâce conférée par la venue de l’Esprit saint à travers l’eau versée sur le front et les paroles prononcées par le prêtre. 
La foi est communautaire. Elle se nourrit des sacrements et s'appuie sur la prédication. Elle peut naître à l'âge adulte et être alors éduquée dans le cadre du catéchuménat.

Le célèbre Catéchisme de Pie X apporte en 1905 une définition de la foi :

« La Foi est une vertu surnaturelle, infuse par Dieu dans notre âme, par laquelle, appuyés sur l’autorité de Dieu même, nous croyons tout ce qu’il a révélé et qu’il nous propose de croire par son Eglise. »

Le pape Jean-Paul II a publié le 14 septembre 1998 une encyclique sur les rapports entre la foi et la raison : Fides et ratio. Elle met l'accent sur l'importance des philosophies présentant une ouverture métaphysique pour assurer une fonction de médiation dans l'intelligence de la Révélation, selon la théologie de Thomas d'Aquin.

### Protestantisme
Dans le protestantisme, la foi chrétienne se fonde sur la Bible (sola scriptura) et est l’unique  justification du croyant (sola fide). La foi est perçue comme quelque chose qui se transmet par socialisation, dans la famille, notamment par le baptême des enfants.
Dans le christianisme évangélique, la foi chrétienne est basée uniquement sur la Bible et est l’unique justification du croyant. Toutefois, certains théologiens de la réforme radicale ont exprimé leurs préoccupations pour une foi davantage axée sur la décision personnelle et l’engagement,,. C’est ainsi qu’a été développé la doctrine de l’Église de professants,. Cette doctrine enseigne que l’on devient membre de l'Église par Nouvelle naissance et profession de foi. Le baptême est ainsi réservé aux croyants adolescents ou adultes (baptême du croyant),.

## Représentations allégoriques de la foi chrétienne
La foi est souvent représentée sous forme allégorique dans les arts chrétiens, seule ou accompagnée d'autres vertus, en particulier l'espérance et la charité qui forment avec elle les vertus théologales. La foi est le soutien des autres vertus : dans la Maestà de Massa Maritima d'Ambrogio Lorenzetti, elle occupe le premier des trois gradins menant au trône de la Vierge.
La Foi foule l'idolâtrie aux pieds chez Giotto, qui lui fait porter des vêtements ecclésiastiques et une clef à la ceinture, la rapprochant du thème de l'Église. Dans la Maestà di Massa Marittima, en revanche, la Foi, qui porte une couronne et des ailes, contemple un panneau ovale contenant l'image de la Trinité.
Les modes de représentation se codifient à la Renaissance. Cesare Ripa la décrit comme une Vierge vêtue de blanc, tenant dans la main droite une croix et un livre ouvert et faisant un signe près de son oreille avec sa main gauche, ce qui signifie que l'instruction religieuse peut avoir lieu par l'ouïe ou par la lecture des textes saints. Des textes anciens la représentent également comme une jeune fille au visage voilé (car l'objet de la foi n'est pas visible) et aux épaules nues (parce qu'il faut prêcher l'Évangile en termes clairs), portant une couronne et un sceptre, signes de victoire, enfin foulant aux pieds deux petits renards symbolisant les hérétiques. Ses attributs peuvent aussi être le casque qui protège des ennemis de la foi, le calice qui contient le sang de l'Agnus Dei et le cierge allumé qui dissime les ténèbres de l'ignorance,. L'Allégorie de la Foi de Johannes Vermeer reprend plusieurs de ces éléments traditionnels.

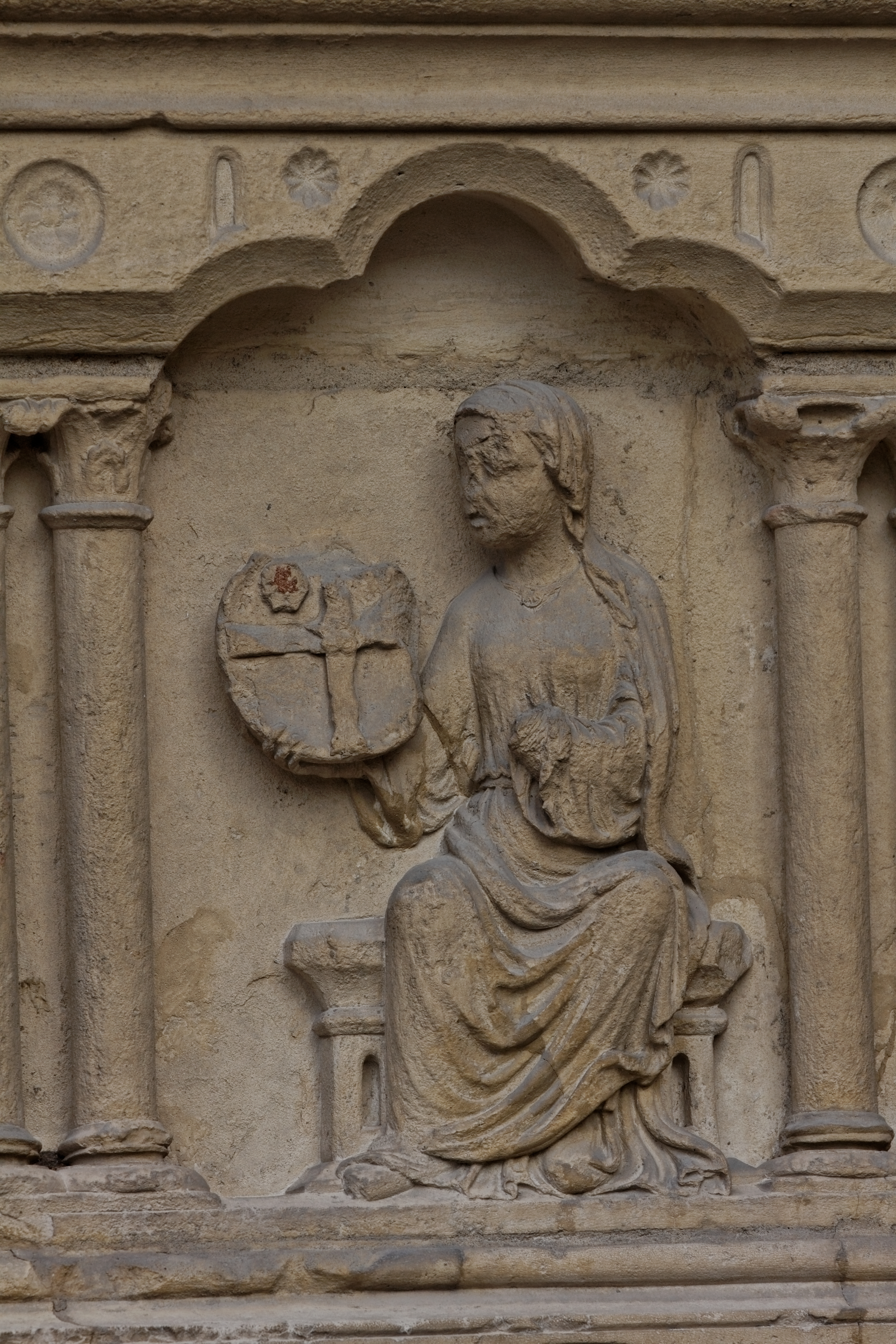
La Foi sur le portail du Jugement dernier de Notre-Dame de Paris
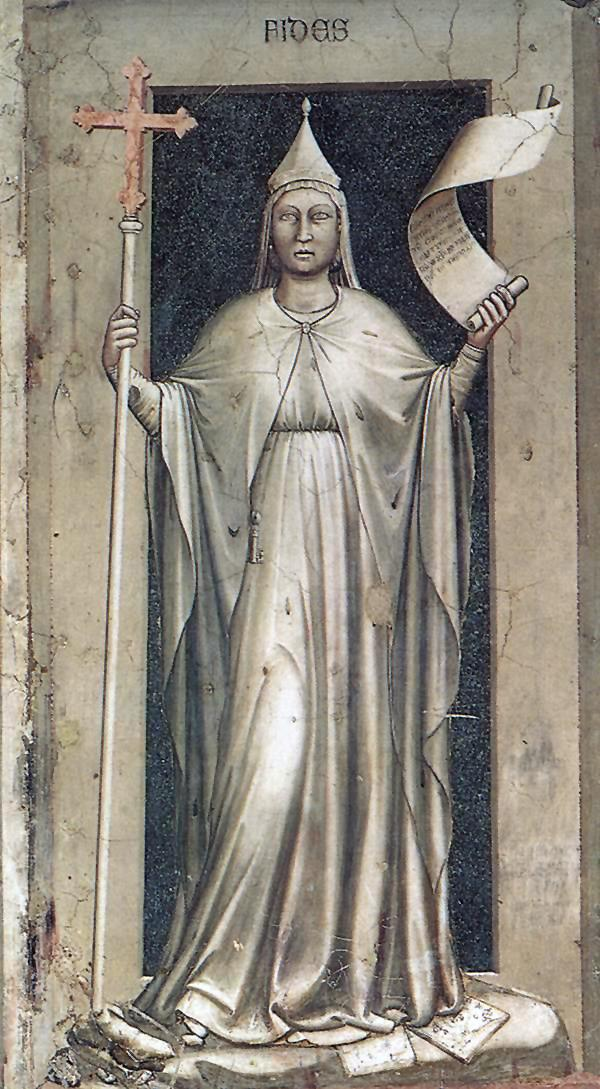
La Foi par Giotto à Padoue
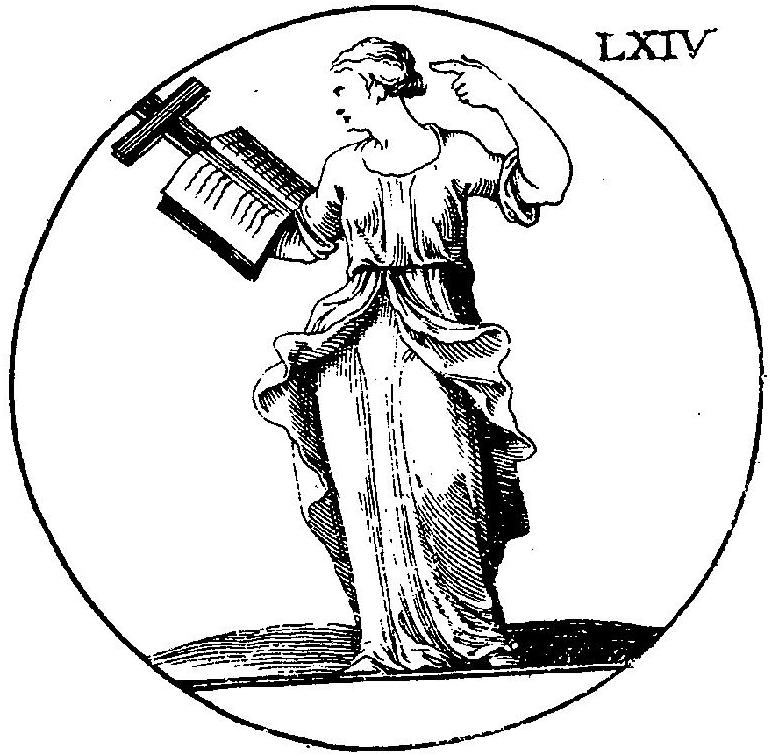
La foi chrétienne selon Cesare Ripa
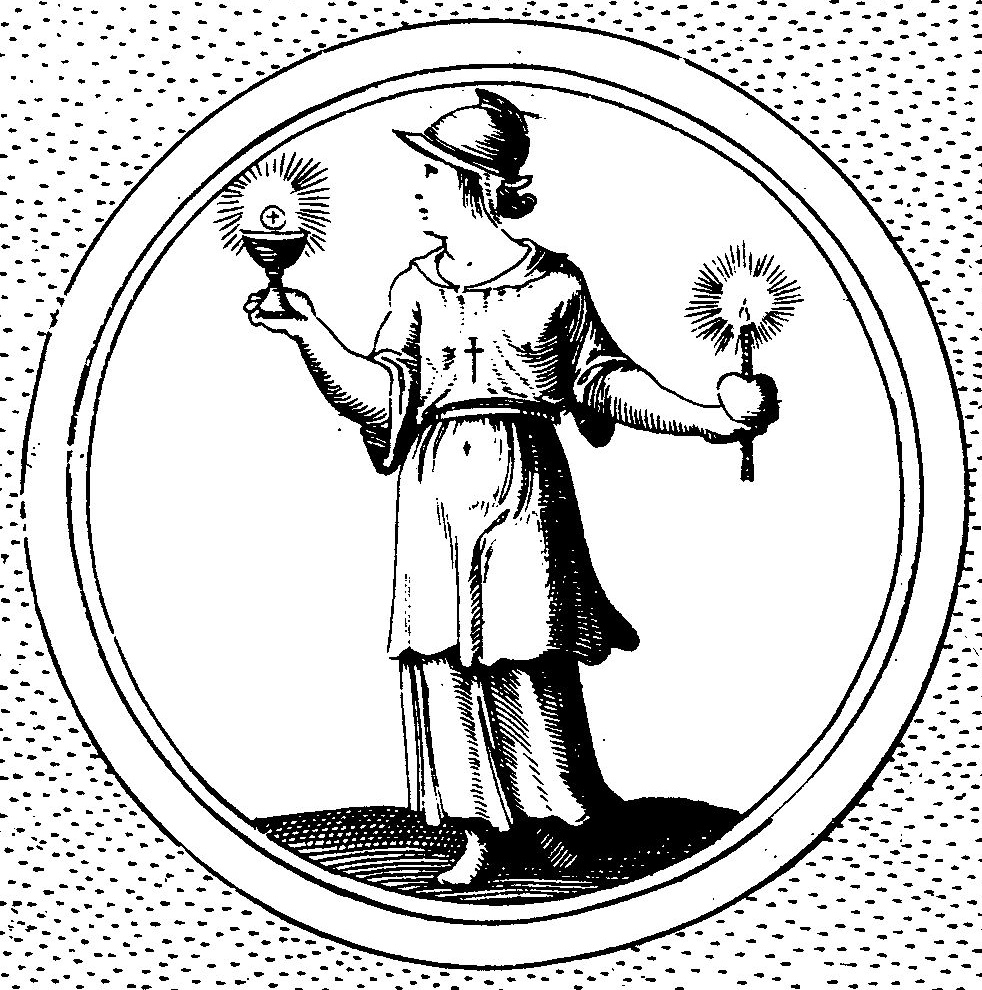
La foi catholique selon Cesare Ripa
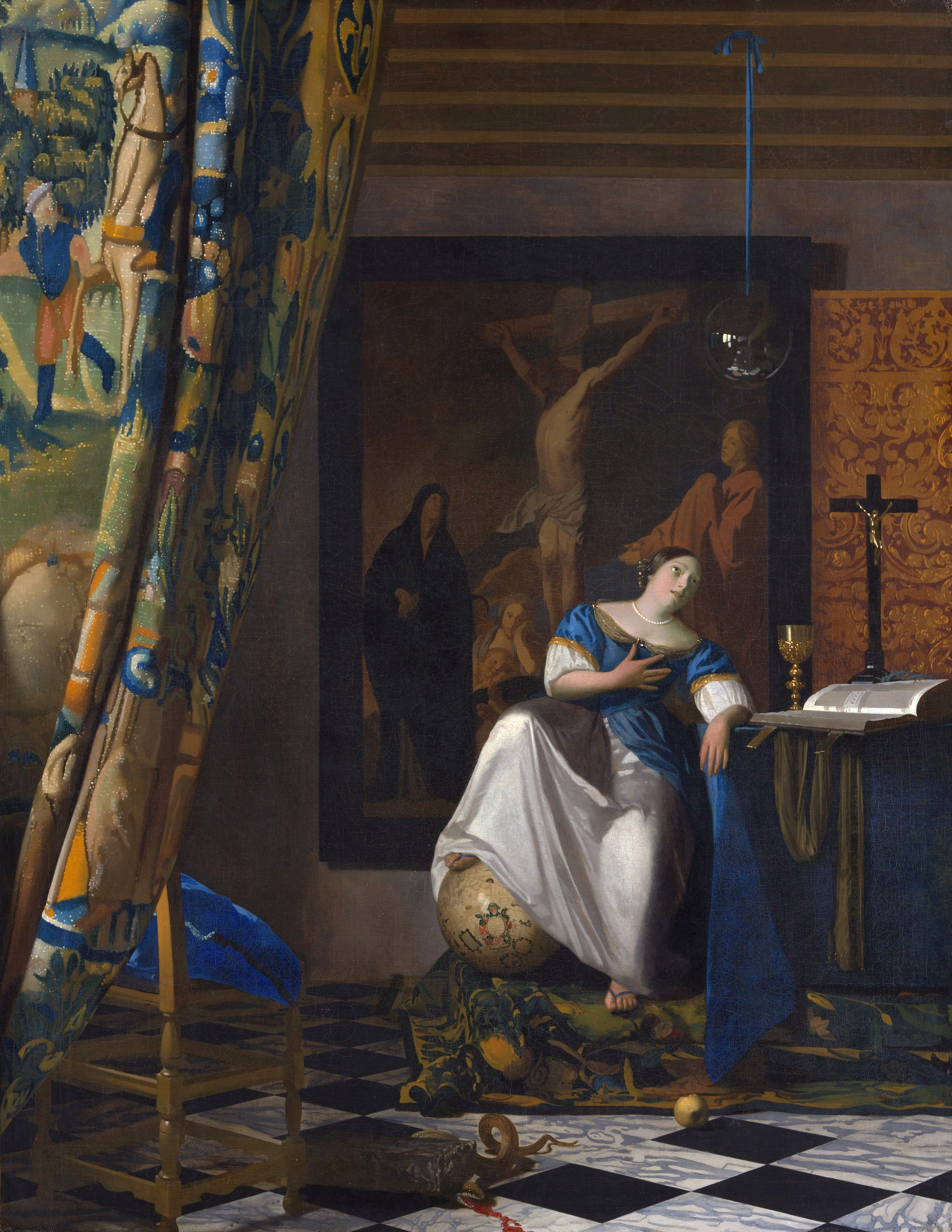
L'Allégorie de la Foi, de Vermeer